# Tory
Tory er et udtryk, der anvendes om forskellige politiske partier i engelsktalende lande.
Det blev anvendt første gang i slutningen af det 17. århundrede i England formodentlig om partiets politiske holdning, som ofte var konservativ i modsætning til whiggernes.

## Historie
Udtrykket stammer fra irske tóraidhe, forfulgt mand, som blev brugt om en irsk fredløs og senere om enhver sammenslutning af bevæbnede enheder (fx landevejsrøvere).
Engelske toryer var fra den engelske revolution i 1688 til reformloven i 1832 kendetegnet ved deres stærke royalistiske tilhørsforhold, støtte til den engelske kirke og uvilje mod at reformere.
Toryerne var en egentlig organisation, som sporadisk var ved magten.
Efter 1832 og ændringen af Tory-partiet til det Konservative Parti blev udtrykket tory et synonym for et medlem af det engelske Konservative Parti eller for partiet i almindelighed.